# Barbeyaceae
Barbeyaceae is een botanische naam, voor een familie van tweezaadlobbige planten. Een familie onder deze naam wordt de laatste decennia regelmatig erkend door systemen voor plantentaxonomie, en zo ook door het APG-systeem (1998) en het APG II-systeem (2003).
Het gaat om een heel kleine familie, van één soort, Barbeya oleoides, uit de Hoorn van Afrika.